# مريم الظنحاني
مريم الظنحاني (من مواليد 7 نوفمبر 1992) بمدينة خورفكان، هي رياضية بارالمبية إماراتية، متخصّصة في رياضة الجودو فئة جي 1 (J1). وهي لاعبة منتخب الإمارات للجودو، وبطلة دولية في رياضة الباراجودو، وذلك بعدما فازت بميدالية بطولة فنلندا الدولية للباراجودو للمكفوفين 2023 بـلاهتي. كما تُعتبر أول إماراتية وخليجية تلعب الباراجودو في تاريخ الألعاب البارالمبية، وذلك بعد مشاركتها في منافسات الباراجودو (J1) للسيدات في الألعاب البارالمبية الصيفية 2024 التي أقيمت في باريس، فرنسا.

## مسارها
كانت بدايات مريم الظنحاني في الرياضة، مع ألعاب القوى في سباق العدو 100 متر، وشاركت في العديد من البطولات المحلية والقارية؛ حيث تمكّنت من إحراز الميدالية الفضية في بطولة غرب آسيا في عام 2009م. قبل أن تحول بعض الظروف دون استمرارها في ممارسة ألعاب القوى. ليعيدها شغفها إلى عالم الرياضة من جديدٍ عبر منافسات الجودو، وذلك بعد انضمامها إلى نادي خورفكان للمعاقين.
وشاركت الظنحاني في العديد من المنافسات المحلية، كما مثّلت دولتها الإمارات في مجموعة من البطولات القارية والدولية، وحقّقت العديد من النتائج المشرفة وغير المسبوقة، حيث شاركت عام 2022م في منافسات الباراجودو (J1) خلال دورة الألعاب الآسيوية البارالمبية 2022 بالصين واحتلّت المركز الرابع. وفي عام 2023م، شاركت في بطولة فنلندا الدولية في الجودو للمكفوفين، وأحرزت الميدالية الفضية للبطولة في وزن 70 كلغ. لتصبح بطلة دولية للعبة وأول لاعبةٍ كفيفة تحرز ميدالية دولية فيها على المستوى الإماراتي والخليجي. كما خاضت أيضاً بطولة باكو جراند بري للجودو 2023 بأذربيجان، وبطولاتٍ دولية أخرى بكل من الصين، واليابان، وجورجيا. وفي عام 2024م، شاركت الظنحاني في الألعاب البارالمبية الصيفية خلال دورة باريس 2024 بفرنسا، من خلال منافسات الجودو في فئة (J1) لوزن +70 كلغ، لتُصبح بذلك أول إماراتية وخليجية تشارك في منافسات الجودو للألعاب البارالمبية عبر التاريخ.